# Тухоля (гміна)
Гміна Тухоля (пол. Gmina Tuchola) — місько-сільська гміна у північній Польщі. Належить до Тухольського повіту Куявсько-Поморського воєводства.
Станом на 31 грудня 2011 у гміні проживало 20405 осіб.

## Площа
Згідно з даними за 2007 рік площа гміни становила 239.43 км², у тому числі:
- орні землі: 44.00%
- ліси: 46.00%

Таким чином, площа гміни становить 22.27% площі повіту.

## Населення
Станом на 31 грудня 2011:
| Опис     | Загалом | Загалом | Чоловіки | Чоловіки | Жінки | Жінки |
| -------- | ------- | ------- | -------- | -------- | ----- | ----- |
| одиниця  | осіб    | %       | осіб     | %        | осіб  | %     |
| все      | 20405   | 100     | 9972     | 48.87    | 10433 | 51.13 |
| міське   | 14018   | 100     | 6766     | 48.27    | 7252  | 51.73 |
| сільське | 6387    | 100     | 3206     | 50.20    | 3181  | 49.80 |

## Сусідні гміни
Гміна Тухоля межує з такими гмінами: Цекцин, Хойніце, Черськ, Ґостицин, Кенсово, Слівіце.